# Гуго фон Моль
Гуго фон Моль (нім. Hugo von Mohl, 8 квітня 1805 — 1 квітня 1872) — німецький ботанік. Він був першим, хто використав слово «протоплазма».

## Біографія
Він був сином Беньяміна Фердинанда фон Моля (1766—1845), державного діяча з Вюртембергу, родина була пов'язана з обох сторін із вищим класом чиновників Вюртемберга. Бувши учнем гімназії, він у вільний час займався ботанікою та мінералогією, поки у 1823 році не вступив до Тюбінгенського університету. Закінчивши з відзнакою медичний факультет, він переїхав до Мюнхена, де познайомився з багатьма видатними ботаніками.
Це визначило його кар'єру як ботаніка, і у 1828 році він розпочав дослідження будови рослин, які тривали до кінця його життя. У 1832 році його призначили професором ботаніки в Тюбінгені. Цієї посади він ніколи не залишав. Неодружений, він жив своєю лабораторією та бібліотекою, а також вдосконаленням оптичних приладів і мікроскопічних препаратів, у чому виявляв надзвичайну майстерність. Гуго фон Моль був ботаніком-самоучкою з дитинства, і, попри вплив своїх учителів, завжди зберігав незалежність у поглядах на наукові питання. За своє життя він отримав багато почестей і 1868 року обраний іноземним членом Лондонського королівського товариства.
У 1835 році Гуго фон Моль вперше відкрив процес поділу клітин, який спостерігав під мікроскопом, коли працював над зеленими водоростями Cladophora glomerata.
Праці Моля охоплюють період у сорок чотири роки; найвідоміші з них перевидали у 1845 році у публікації під назвою «Vermischte Schriften». Вони стосувалися різноманітних тем, але головним чином будови вищих форм рослин, включно з приблизною анатомією та детальною гістологією. Слово протоплазма було його пропозицією; ядро вже визнали Роберт Браун та інші; але Моль у 1844 році показав, що протоплазма є джерелом тих рухів, які на той час викликали таку велику увагу.
Під назвою «примордіальний утрикул» («primordial utricle») він визначив протоплазматичну оболонку вакуолізованої клітини і вперше описав поведінку протоплазми під час поділу клітини. Ці та інші спостереження призвели до повалення теорії Шлейдена про походження клітин шляхом утворення вільних клітин. Він першим показав клітинне походження судин і фіброзних клітин; він, по суті, був справжнім засновником клітинної теорії. Очевидно, що автор таких досліджень мав на меті зібрати в один том теорію клітинного утворення, і це він зробив у своєму трактаті «Die vegetabilische Zelle» (1851).
Ранні дослідження Моля щодо будови пальм, Cycas та деревовидних папоротей заклали основу всіх пізніших знань на цю тему: як і його дослідження Isoetes (1840). Його пізніші анатомічні дослідження були зосереджені на стеблах дводольних та голонасінних; у своїх спостереженнях над корою він вперше пояснив утворення та походження різних типів кори, а також виправив помилки, пов'язані з сочевичками. Після своєї ранньої публікації про походження продихів у 1838 році, він у 1850 році написав класичну статтю про їх відкриття та закриття.
У 1843 році разом із Дідеріхом фон Шлехтендалем він заснував тижневик Botanische Zeitung. У 1850 році його обрали іноземним членом Шведської королівської академії наук. В останні роки життя через погіршення здоров'я його продуктивність значно впала. 1 квітня 1872 року Гуго фон Моль раптово помер у Тюбінгені.